# 全叶延胡索
全叶延胡索（学名：Corydalis repens），为罂粟科紫堇属下的一个植物变种。